# Euspondylus nellycarrillae
Euspondylus nellycarrillae — вид ящірок родини гімнофтальмових (Gymnophthalmidae). Ендемік Перу.

## Поширення і екологія
Euspondylus nellycarrillae мешкають в Перуанських Андах, в регіоні Уануко. Вони живуть у вологих гірських тропічних лісах. Зустрічаються на висоті від 2480 до 3100 м над рівнем моря.